# Mastník u Města Libavá

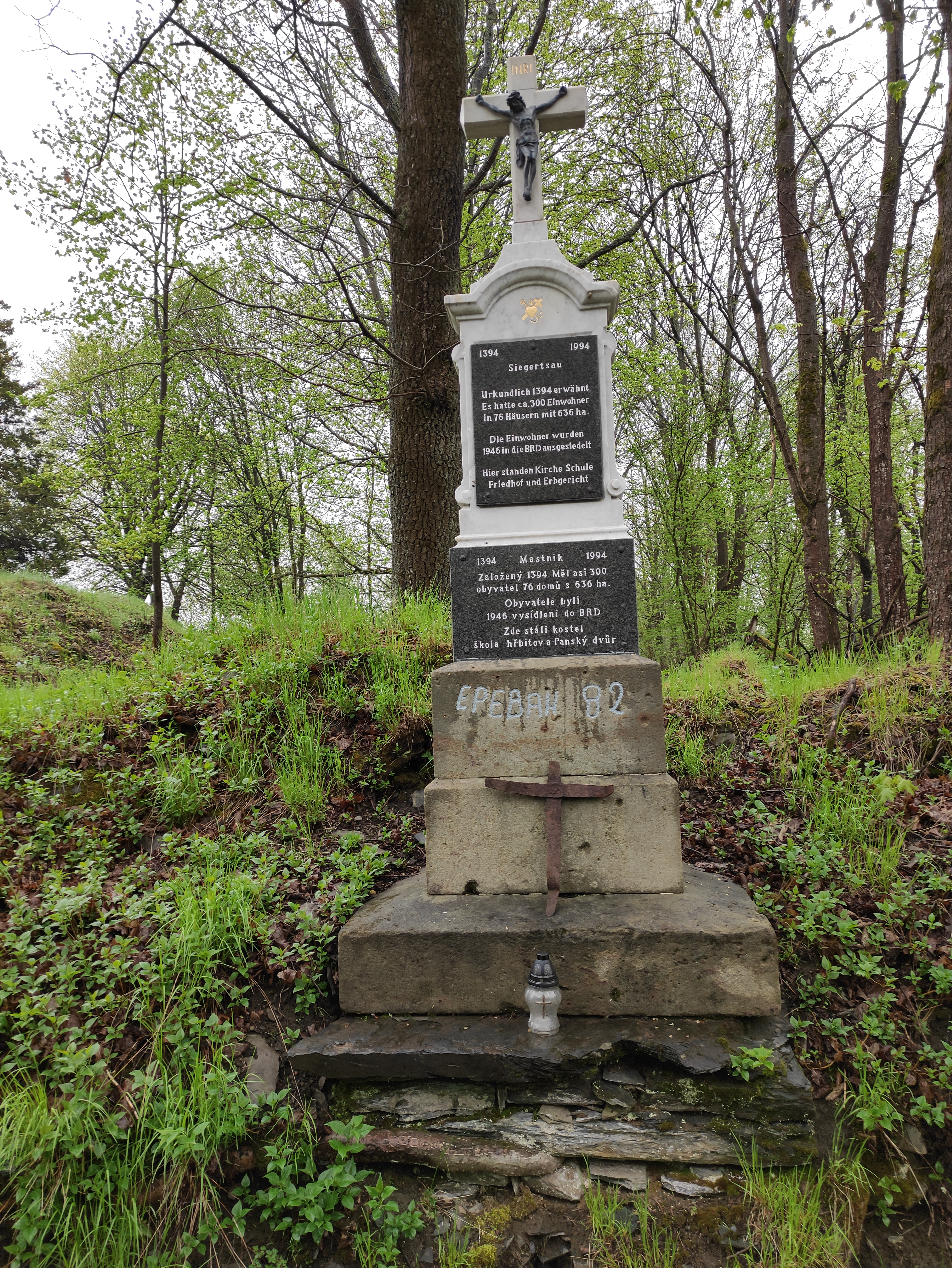

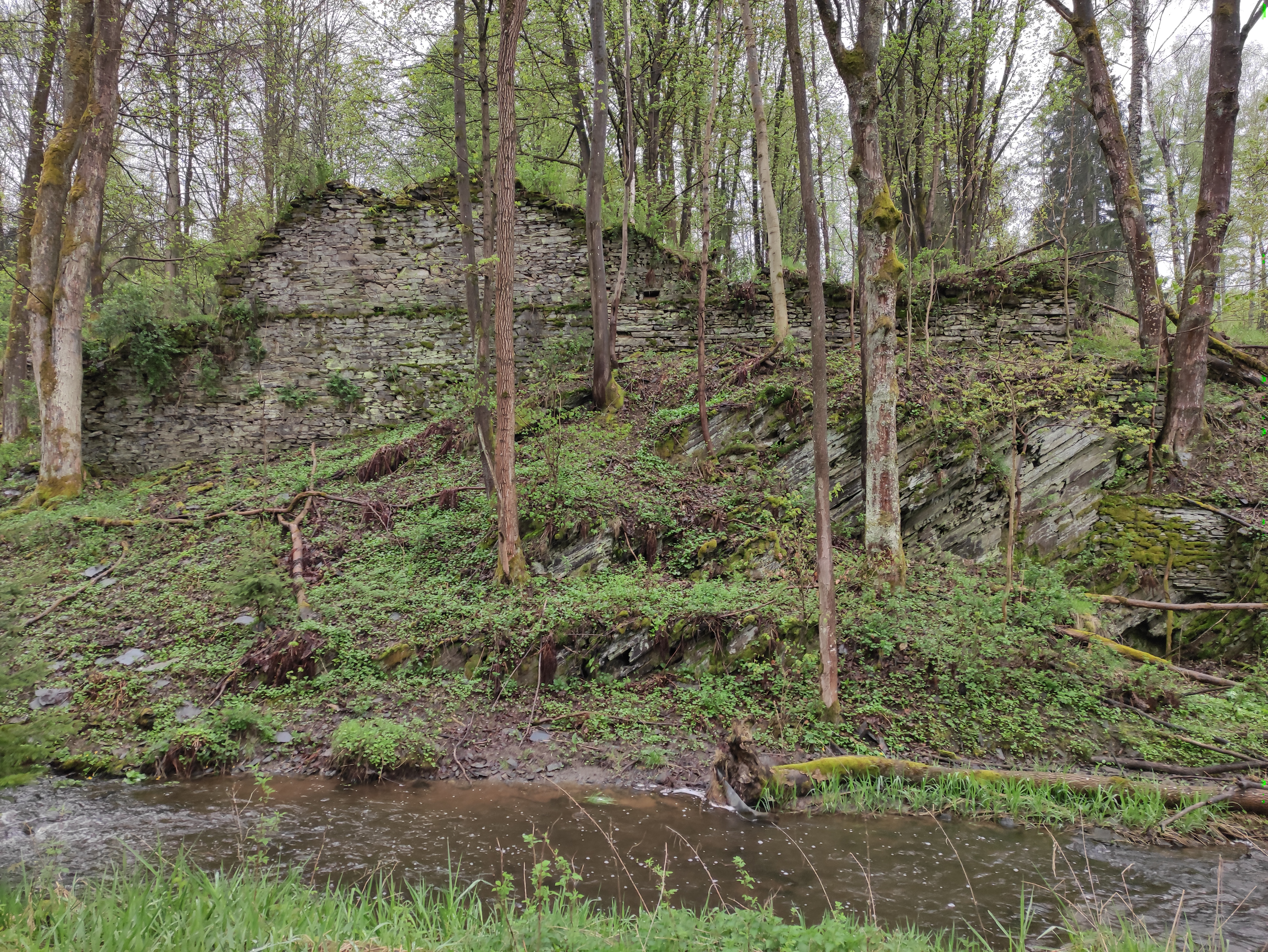

Mastník, bis 1949 Zigartice (deutsch Siegertsau) ist eine Wüstung auf dem Gebiet des Truppenübungsplatzes Libavá in Tschechien. Sie liegt sechs Kilometer südöstlich von Město Libavá, der Katastralbezirk Mastník u Města Libavá umfasst 636 ha.

## Geographie
Mastník erstreckte sich in 520 m. ü. M. entlang des Baches Mastnik, auch Mastnický potok bzw. Žákovský potok (Schillerbach) in den Oderbergen. Nördlich erhebt sich die Na Výspě (Sattel, 590 m), im Nordosten der Křížový vrch (Richters Kreuzberg, 641 m), östlich die Rovné (Huppberg, 627 m), im Süden der Novoveský kopec (Neueigenberg, 589 m), südwestlich der Plazský kopec (Pleißberg, 586 m) und im Nordwesten der Oderský vrch (Oderberg, 582 m). Am südlichen Ortsende verlief die Straße von Město Libavá nach Potštát.
Umliegende Ortschaften waren Stará Voda und Vojnovice im Norden, Rudoltovice im Nordosten, Spálov und Luboměř pod Strážnou im Osten, Lipná und Milovany im Südosten, Čermná im Süden, Pivovarský Kopec Velká Střelná und Olejovice im Südwesten, Údolná im Westen sowie Město Libavá und Trhavice im Nordwesten.

## Geschichte
Die erste schriftliche Erwähnung des zur Burg Zyghart gehörigen Dorfes Sighartsau erfolgte 1377, als Boček II. von Podiebrad die Herrschaft Potenstat seiner Frau Elisabeth als Morgengabe überschrieb. Im Zuge der Stadterhebung von Potštát durch Markgraf Prokop von Mähren wurde der Ort 1394 als Sighartau bezeichnet. Als Boček 1408 die Herrschaft Potenstat mit allem Zubehör an Tas von Prusinowitz verkaufte, wurde Zygharticze bzw. Sigurthau erstmals als Teil dieser Herrschaft aufgeführt. Weitere Namensformen waren Zigartice (1517), Sigerzhaw (1518), Zighartice (ab 1538),  Sigertshau (ab 1570), Segerzaw (1672), Siegertzhaw (1676), Siegertzau (ab 1718), Sichertzau (1720), Sygeržow, Sigerzavia, Siegerzau (ab 1771), Siegwardshau, Zigatice, Sicherzau (ab 1798) sowie  Zigerzau, Sighartsau (1846). Die bei dem Dorf gelegene wüste Burg Zyghart wurde 1547, als Albert Podstatzky von Prusinowitz seinen Anteil an der Herrschaft an Mladota Podstatzky von Prusinowitz verkaufte, letztmals erwähnt. Die Matrikeln wurden ab 1628 in Potštát und ab 1786 in Milovany geführt.
Jan Stiaßny Podstatzky von Prusinowitz verlor wegen seiner Teilnahme am Mährischen Ständeaufstand 1626 die Herrschaft Bodenstadt; sie wurde 1634 an Caroline von Contecroy als Ausgleich für eine Forderung von 250.000 rheinischen Gulden an die Hofkasse für 70.000 Gulden übertragen. Auf Grund des Einspruches von Christoph Podstatzky von Prusinowitz auf Veselíčko, der darlegte, dass er der Hofkasse lediglich 84.000 Gulden schulde, wurde ein Verfahren eröffnet, dessen Ausgang keiner der Beteiligten erlebte. In Sigertshau bestand ein Erbgericht, zu dem seit 1657 auch eine Mühle am Schillerbach gehörte. Nachdem Caroline von Contecroy, verheiratete Herzogin von Österreich, ohne männliche Nachkommen verstorben war, fiel die Herrschaft schließlich durch Heimfall an die Krone Böhmen. Leopold I. verkaufte die Herrschaft schließlich 1663 für 50.000 Gulden an den Hofrat Johannes Walderode von Eckhusen. Zusammen mit seiner Frau Katharina Hroch errichtete dieser am 22. Mai 1670 einen Familienfideikommiss, der zum einen die mährischen Güter Bodenstadt, Liebenthal, Dřínov und Vrchoslavice; zum anderen die böhmischen Güter Řepín, Libáň, Krustenitz, Deutsch Lhotka, den Hof Augezd, einen Weinberg in Mělník und ein Haus in Prag sowie zum dritten die Güter Deutsch Biela und Křetín einschließlich zweier Häuser in Wien und Prag umfasste. 1758 wurde außerhalb des Dorfes ein Friedhof angelegt. 1792 entstand eine dem hl. Johannes von Nepomuk geweihte Filialkirche der Pfarre Milbes. Mit Franz Graf Walderode von Eckhusen erlosch 1797 das Geschlecht Walderode von Eckhusen im Mannesstamme. Alleinerbin des Familienfideikommisses und der Allodialgüter wurde seine Tochter Johanna Maria verwitwete Gräfin Renard. Diese verglich sich 1798 mit ihrem Neffen Joseph Graf Desfours und überließ ihm den böhmischen Teil des Fideikommisses. Im Jahre 1804 wurde in Sicherzau der Schulunterricht aufgenommen, zuvor fand dieser in Milbes statt.
Nach Johanna Maria Renards Tod fiel Desfours auch der mährische Anteil zu. Im Jahre 1816 bewilligte ihm Kaiser Franz I. die Vereinigung beider Adelshäuser zum Grafengeschlecht Desfours-Walderode. Er verpachtete die nach den Stadtbränden von 1787, 1790 und 1813 sowie Misswirtschaft heruntergewirtschaftete Herrschaft Bodenstadt 1816 für 15 Jahre an den Verwalter des Gutes Sponau, Joseph Hosch. Im Jahre 1835 lebten in den 43 Häusern des Dorfes 275 Personen. Die Bewohner lebten von der Landwirtschaft und der Forstarbeit. In Sicherzau arbeiteten zu dieser Zeit drei Bleichen, eine Wassermühle mit Stampfwerk sowie eine Sägemühle an der Oder. Bis zur Mitte des 19. Jahrhunderts blieb das Dorf immer der Familienfideikommissherrschaft Bodenstadt der Grafen Desfours-Walderode untertänig.
Nach der Aufhebung der Patrimonialherrschaften bildete Zigerzau/Zighartice ab 1850 eine Gemeinde in der Bezirkshauptmannschaft Mährisch Weißkirchen und dem Gerichtsbezirk Stadt Liebau. Im Jahr 1855 wurde Zigerzau dem Bezirk Stadt Liebau zugeordnet und ab 1868 gehörte das Dorf zum Bezirk Sternberg. 1880 lebten in den 50 Häusern des Ortes 325 deutschsprachige Einwohner. Ab 1893 wurde die Gemeinde als Siegertsau/Zighartice bzw. Zigartice bezeichnet. Im Jahre 1900 bestand das Dorf aus 49 Häusern, in denen 303 Deutsche lebten. Zu dieser Zeit wurden 613 ha des Katasters landwirtschaftlich genutzt. 1909 wurde die Gemeinde dem Bezirk Bärn zugeordnet. Beim Zensus von 1921 bestand der Ort aus 68 Häusern, in denen 283 deutschsprachige Einwohner lebten. Das Schulhaus wurde 1928 umgebaut und erweitert. Im Jahre 1930 lebten in den 52 Häusern des Dorfes 300 Einwohner, darunter sechs Tschechen.
Nach dem Münchner Abkommen wurde Siegertsau 1938 dem Deutschen Reich zugeschlagen und gehörte bis 1945 zum Landkreis Bärn. 1939 lebten in der Gemeinde 301 Menschen. Nach dem Ende des Zweiten Weltkrieges kam Zigartice wieder zur Tschechoslowakei zurück und die meisten deutschen Bewohner wurden vertrieben. Im Zuge der Errichtung des Truppenübungsplatzes Libavá wurde Zigartice 1946 nicht wieder besiedelt. 1949 wurde die entsiedelte Gemeinde in Mastník umbenannt und dem Okres Olomouc zugeordnet. Im Jahr darauf wurde die Gemeinde Mastník offiziell aufgehoben und das Dorf später zerschossen.

## Veranstaltungen
Mastník befindet sich innerhalb des absoluten Sperrgebietes. Obwohl der Truppenübungsplatz einmal im Jahr am 1. Mai während der Fahrradtouristikaktion „Bílý kámen“ geöffnet ist, befindet sich Mastník auf keiner der zugelassenen Transitrouten und ist daher das ganze Jahr über unzugänglich.
Erhalten sind u. a. die Ruinen des Erbgerichts.

## Töchter und Söhne der Gemeinde
- Reinhold Pommer (1935–2014), deutscher Radrennfahrer

## Ehemalige Denkmale
- Filialkirche des hl. Johannes von Nepomuk, erbaut 1792. Am Platz der zerstörten Kirche  befindet sich heute ein Gedenkstein für das Dorf Siegertsau/Zigartice.